# The Winning Stroke
The Winning Stroke er en amerikansk stumfilm fra 1919 af Edward Dillon.

## Medvirkende
- George Walsh som Buck Simmons
- Jane McAlpine som Aida Courtlandt
- John Leslie som Paul Browning
- William T. Hayes som Burton Hampdon
- Louis Este som Perry